# スカンディナヴィア山脈

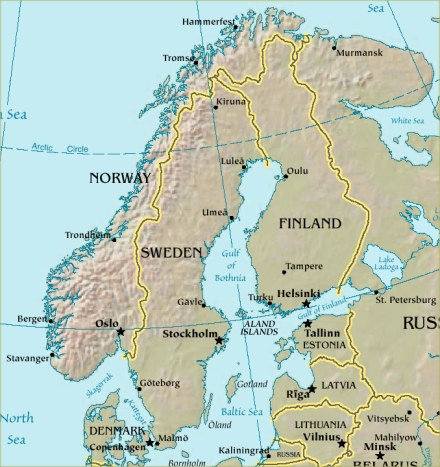
スカンディナヴィア半島の西部をスカンジナビア山脈が南北に走る

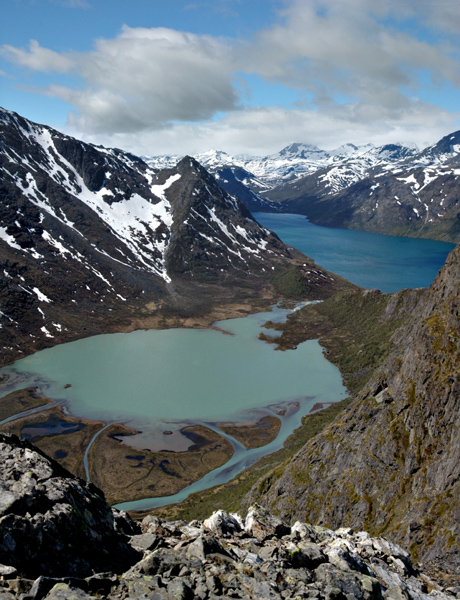
ヨトゥンヘイム高原の様子

スカンディナヴィア山脈（スカンディナヴィアさんみゃく）は、スカンディナヴィア半島（フェノスカンディア）を縦貫する山脈であり、スウェーデン、ノルウェー、一部がフィンランドの領土を走る。高緯度に位置するため万年雪や氷河地形が非常に多い。また山脈は西の海岸部のすぐ近くまで迫っており、その海岸はフィヨルドが発達している。山脈は南に下るほど発達しており、ノルウェー南部のヨトゥンヘイム山地がもっとも険しい。山脈最高峰ガルフピッゲン山（2470m） 、グリッテルティンデン山（2470m）は高原の中央部に並ぶ。ノルウェーの最高峰でもある。スウェーデンの最高峰は、北部のケブネカイセ山（2103m）及びサーレク山（2090m）であるが、この地域はラポニア地域に含まれ、世界遺産（スウェーデンの世界遺産）にも登録されている。
スカンディナヴィア山脈、特に山脈西部はシルル紀にカレドニア変動帯として形成されており、グリーンランド東端部と同じ地質帯に属する。
スカンディナヴィア山脈は古期造山帯の山脈である。
山脈にはパルサ、フラーク、フェン、泥炭地、ツンドラおよびヨーロッパアカマツを含むマツ、ヒメカンバを含むカバノキ、オウシュウトウヒ、ヤナギ、ホロムイイチゴなどの生えるタイガ・森林が分布しており、オオカミ、クズリ、ホッキョクギツネ、ヒグマ、オオヤマネコ、ユーラシアカワウソ、ヨーロッパビーバー、ヘラジカなどの哺乳類およびエリマキシギ、オオジュリン、ツメナガホオジロ、ムネアカタヒバリ、シロハヤブサ、シロフクロウ、オナガガモ、カリガネ、ツメナガセキレイ、キタヤナギムシクイ、アトリ、セグロカモメ、ハイイロチュウヒなどの鳥類が生息している。一帯のサーミ人はトナカイの放牧を行い、山間の河川にはブラウントラウト、ホッキョクイワナなどのサケ類およびカワメンタイ、ヒメハヤ、ホンカワシンジュガイなども見られる。ラムサール条約に登録されている湿地が多い。